# Хермакюла, Эвальд
Э́вальд Хе́рмакюла (эст. Evald Hermaküla, 1941 — 2000) — советский и эстонский актёр театра и кино, театральный режиссёр.

## Карьера
В средней школе играл в театральной студии, которой руководил Бен Друй. Играл как в массовых сценах, так и в главных ролях, в частности, в роли Вольдемара Пансо в постановке «Господин Пунтила и его слуга Матти».
Окончив в 1960 году школу с серебряной медалью поступил в Тартуский университет, который окончил в 1965 году по специальности инженер-геолог.
В 1960—1961 годах, будучи студентом, играл на сцене Тартуского народного театра им. Е.Вильде под руководством Венда Пяи. В 1961—1965 годах работал в Тартуской студии Таллинского драматического театра (ныне  театр «Ванемуйне»). Работая на полставки, участвовал в постановках «Горе от ума» А. С. Грибоедова, «Четырнадцатое июля» Р. Роллана, «Случай с Андресом Лапетеусом» П. Куусберга и Э. Кайду, «Мой бедный Марат» А. Арбузова.
Весной 1966 года окончил студию исполнительских искусств театрального общества, работавшего при «Ванемуйне». 10 апреля 1966 года выступил в главной роли в трагедии Яниса Райниса «Иосиф и его братья» (режиссёр-постановщик Эпп Кайду).
В то время Хермакюла занимался интенсивной работой и самообразованием, чтобы перейти на более значимую театральную площадку. Большую роль в этом процессе сыграли дискуссии со сверстниками, которые уже считались «творцами» художественной литературы, но также искренне интересовались развитием театра.
Первым серьёзным примером новаторского театрального характера стала постановка «Рассказы о быте или Валтониана», премьера которой прошла 12 марта 1966 года на сцене Ванемуйне. Текст постановки Руммо создал на основе рассказов Арво Валтона. В вышедшей в 2002 году книге «Хермакюла» Лууле Эрнер, Мати Унт, Вайно Вахинг говорили, что постановка была шагом к свободе движения мысли.
Сентябрь 1966 года стал для Хермакюла поворотным: он покинул Тарту и уехал в Таллин работать на телевидении.
В начале декабря 1966 года Хермакюла был призван в армию, службу проходил в Советске Калининградской области в течение года. Вернувшись из армии, работал на телевидении и в театре.
В декабре 1969 года поставил пьесу «Игры Золушки» Яана Тооминга. В 1971 году оставил телевидение в пользу театра.
В 1974 году начал работу со своей студией, в которую вошли Ханнес Кальюярв, Юри Лумисте, Хелье Соосалу, Пеэтер Коллом, Тийт Лутс, Анне Валге, Тынис Арро, Реэт Каазик (Каламеес), Илона Блюменфельд (Кольберг), Яан Кольберг и другие. В январе в Тампере прошли гастроли спектакля «Один дурак отправился в путешествие».
Со своими спектаклями выезжал в Польшу, Венгрию, ГДР.
В 1976 году получил почётное звание заслуженного художника Эстонской ССР одновременно с Яаном Тоомингом, Райво Адласом и Райне Лоо.
В 1978 году постановил в Валмиерском драмтеатре пьесу «Матс — мызный господин, или Почему Мяэсепп Йеппе пьёт, или Чума водки» по Людвигу Хольбергу.
В сентябре 1978 года побывал в Белграде на театральном фестивале «БИТЕФ». В октябре и ноябре того же года со спектаклем «Человек, который не подходит к камню» выступал в Канаде и США: выступления проходили в Торонто, Ванкувере, Лос-Анджелесе и Нью-Йорке.
В 1980 году в Валмиерском драматическом театре поставил пьесу «Lavv-stoori» по Мюррею Шисгалу, а в 1981 году — «Настольную лирику» Олева Антона.
В августе 1982 года с театром «Ванемуйне» выезжал в Тампере с постановками пьес «Кремлёвские колокола» и «Господин Пунтила и его слуга Матти». В ноябре по программе Ассоциации развития культурных связей с зарубежными эстонцами был в Швеции с постановкой «Человек, который не подходит к камню».
Перейдя в Эстонский драматический театр, выезжал на гастроли в ФРГ и Румынию. Первого августа 1988 года был назначен художественным руководителем Таллинского драматического театра.
В 1989 году работал на кафедре исполнительских искусств Таллинской государственной консерватории. В качестве его дипломного спектакля состоялась премьера трагедии «Вакханки» Еврипида.
Уйдя с поста художественного руководителя драматического театра в 1991 году, работал в нём режиссёром до марта 1996 года. В 1997 году в качестве гостя поставил пьесу «Истерия» Терри Джонсона в Таллинском городском театре. С августа начал работать актёром драматического театра.
В 1999 году ушёл из драматического театра в [[Молодёжный театр Эстонии|Государственный кукольный театр Эстонии|], где занял пост художественного руководителя.
В марте 2000 году вступил в Социал-демократическую партию Эстонии.
16 мая 2000 года покончил жизнь самоубийством. 20 мая был похоронен на таллинском кладбище Метсакалмисту.

## Роли в кино
Сыграл большое количество киноролей, большая часть из которых эпизодические в фильмах эстонских режиссёров.
- 1965 — Им было восемнадцать — Эльмар Уудам
- 1965 — Молочник Мяэкюла — Зепп Юхан
- 1966 — Девушка в чёрном — Марти
- 1968 — Лесная легенда — Маргус
- 1970 — Затишье — бригадный генерал Энн
- 1970 — Риск — Николай, советский радист
- 1985 — Документ «Р» — директор ФБР
- 1986 — Обвиняется в убийстве (Мосфильм) — инспектор Бруммель
- 1987 — К расследованию приступить — Лепик
- 1988 — Доктор Стокманн — Петер Стокманн
- 1990 — Регина  — Карл
- 1991 — Пляска смерти — Бернт Нотке
- 1998 — Фербис — художник

## Личная жизнь
В 1964—1973 годах состоял в браке с Рийной Хаусенберг. Два сына — Алар (1965—2015) и Ханнес (род. 1969), работающий тележурналистом.
В 1978 году женился на Лийне Орловой (род. 1941) — бывшей жене Виктора Авдюшко, с которой прожил до 1988 года. В семье воспитывалась дочь от первого брака Мария (род. 1968).
В 1988 году женился на Кайе Михкельсон (род. 1948), которая до этого состояла в браке с Яаном Рююмуссааром. В этом браке в семье воспитывался сын от первого брака Нильс (род. 1974), в настоящее время музыкант-гобоист.